# Coal Hill
Coal Hill è una città degli Stati Uniti d'America situata nello Stato dell'Arkansas, nella Contea di Johnson.